# Amer Shomali
Amer Shomali (en àrab: عامر شوملي) (Kuwait, 1981) és un artista palestí, que utilitza l'art conceptual, la pintura, els mitjans de comunicació digitals, les pel·lícules i els còmics per a explorar la revolució iconogràfica i els assumptes sociopolítics palestins.
Nascut a Kuwait l'any 1981, resideix a Ramal·lah, Cisjordània, i cursà un títol de grau d'Arquitectura a la Universitat de Birzeit, també a Cisjordània, així com un màster d'Animació artística a la Universitat de Bournemouth, a Anglaterra.

## Obres seleccionades

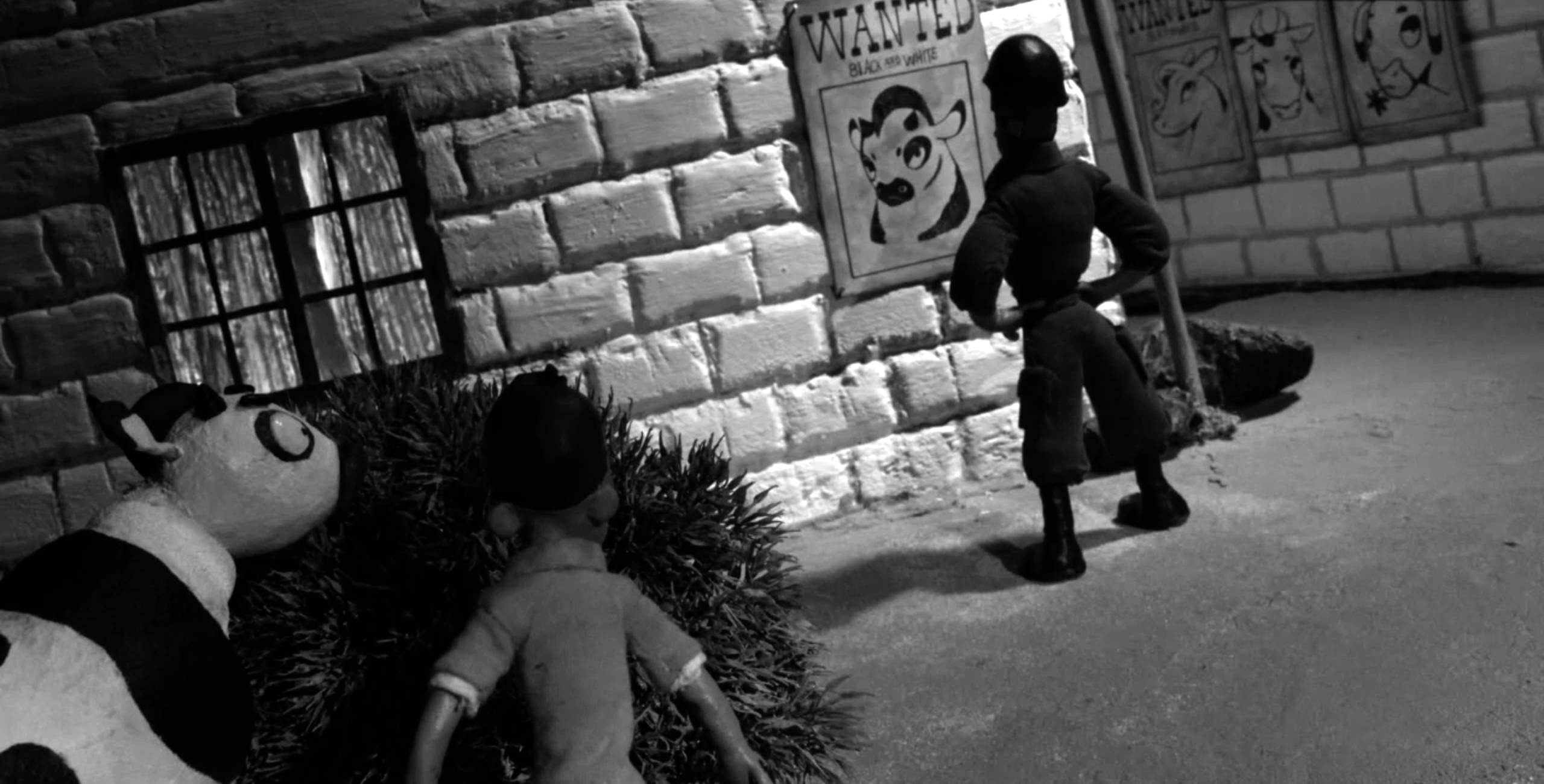
Imatge de The Wanted 18

Al 2006 fou un dels 13 artistes del Col·lectiu de Directors de Cinema Palestins que contribuí amb una petita obra a la pel·lícula antològica Summer 2006, Palestina, oferint un retrat de la societat palestina.
Al 2011 exhibí el seu treball The Icon, un retrat de Leila Khaled fet de 3500 pintallavis.
Al 2014 finalitzà el documental The Wanted 18, codirigit amb el director canadenc Paul Cowan, sobre els esforços de la seva ciutat palestina de Beit Sahour per a establir una indústria làctica independent durant la Primera Intifada. La pel·lícula s'estrenà al Festival Internacional de Cinema de Toronto de 2014. La idea del documental començà durant la infantesa de Shomali, viscuda gran part a un camp de refugiats sirià, on el seu principal esbarjo fou la lectura de còmics, un dels quals tractà la història de les vaques de Beit Sahour. Originalment, pretengué fer un curtmetratge animat sobre la història i, prèviament, creà una escultura d'una vaca a mida real (200x85x95 cm.), sota el nom de Pixelated Intifada, feta de 58.000 cubs de fusta comentant la mateixa història del 2012. The Wanted 18 fou declarat Millor documental del Món àrab al Festival de Cinema d'Abu Dhabi de 2014, així com Millor documental al Festival de Cinema de Cartago del mateix any.